# Megastigmus thyoides
Megastigmus thyoides är en stekelart som beskrevs av Kamijo 1997. Megastigmus thyoides ingår i släktet Megastigmus och familjen gallglanssteklar. Inga underarter finns listade i Catalogue of Life.